# Brian Fowler
Brian Andrew Fowler (* 13. September 1962 in Christchurch) ist ein ehemaliger neuseeländischer Radrennfahrer.
Brian Fowler war einer der erfolgreichsten Radrennfahrer Neuseelands in den 1980er und 1990er Jahren. Viermal startete er zwischen 1984 und 1996 in Folge bei Olympischen Spielen in verschiedenen Disziplinen auf der Straße und auf der Bahn. Seine beste Platzierung war ein siebter Platz im Punktefahren bei den Spielen 1984 in Los Angeles. Zweimal, 1988 und 1989, wurde er neuseeländischer Meister im Straßenrennen sowie 1995 im Einzelzeitfahren. Achtmal gewann er die Tour of Southland, viermal die Tour of Wellington, 1985 die Healing-Tour und 1990 die Tasmanien-Rundfahrt. Er startete aber auch bei Rennen in Europa und siegte 1991 bei der Hessen-Rundfahrt und 1994 bei der Sachsen-Tour. 1986 gewann er das Rennen Isle of Man International (auch Manx Trophy), das damals das bedeutendste internationale Amateurrennen in Großbritannien war.
Seine größten Erfolge errang Fowler bei den Commonwealth Games. 1982 in Brisbane gewann er die Silbermedaille in der Mannschaftsverfolgung, vier Jahre später bei den Spielen in Edinburgh ebenfalls eine Silbermedaille im Straßenrennen. 1990, bei den Commonwealth Games in Auckland, war er dreifach erfolgreich, indem er die Goldmedaille im Einzelzeitfahren, im Mannschaftszeitfahren sowie die Silbermedaille im Straßenrennen gewann. Bei den Commonwealth Games 1994 in Victoria gelang ihm erneut ein zweiter Rang im Straßenrennen.
2002 wurde der inzwischen 40-jährige Brian Fowler von den Organisatoren der Tour of Southland für seinen Rekord von 14 Teilnahmen und 68 Etappensiegen geehrt.